# Culkein
Culkein (Schots-Gaelisch: An Cùl-cinn) is een dorp  in de Schotse Lieutenancy Sutherland in de council Highland in de buurt van Lochinver en Stoer.
In de buurt van Culkein ligt een stack, Old Man of Stoer.